# 羅夫日
50°51′17″N 30°36′6″E / 50.85472°N 30.60167°E
羅夫日（烏克蘭語：Ровжі）是位於烏克蘭北部的村莊，由基辅州维什霍罗德区的皮爾諾韋市鎮負責管轄。該村始建於1925年，面積0.9平方公里，海拔高度104米，2001年人口37，人口密度每平方公里41.1人。